# Lego Brawls
Lego Brawls es un videojuego de lucha familiar desarrollado y publicado por Lego Games en asociación con el estudio estadounidense Red Games Co., y distribuido en formato físico para consolas por Bandai Namco Entertainment. LEGO Brawls se lanzó para Apple Arcade el 19 de septiembre de 2019, para dispositivos móviles iOS. LEGO Brawls fue el primer juego de LEGO para Apple Arcade. El juego fue lanzado para Microsoft Windows, Nintendo Switch, PlayStation 4, PlayStation 5, Xbox One y Xbox Series X/S el 2 de septiembre de 2022.

## Jugabilidad
Lego Brawls es un luchador de plataformas ideal para familias. Cada nivel temático de LEGO ofrece diferentes modos de juego, desafíos únicos y condiciones para ganar. Durante el juego multijugador en línea, los jugadores pueden competir 4 contra 4 para controlar el punto, recolectar objetos coleccionables en los niveles del Modo Recoger, jugar un juego de estilo Battle Royale o tener una pelea gratuita donde gana el último jugador en pie. En el modo Fiesta, los jugadores pueden jugar juegos privados con amigos localmente o en línea. Con soporte multiplataforma, los jugadores pueden formar equipos y competir, independientemente de su sistema de juego.
Lego Brawls permite al jugador crear su propio "héroe" a su gusto con sus propias armas y potenciadores. Mientras el jugador juega, será recompensado con misterio. cofres que contienen un elemento cosmético o un elemento de combate. Más tarde se introdujeron bolsas misteriosas que también podían recompensar a personajes y armas después de jugar una cierta cantidad de batallas en tres niveles, Común (3), Raro (5) y Épico (10).
La colección de personajes de minifiguras jugables se basa en minifiguras de Lego reconocibles que se han lanzado a lo largo de la historia de Lego, ya sea como parte de juegos de construcción de Lego, como minifiguras coleccionables o como parte de uno de los temas de Lego. Las minifiguras se agrupan en diferentes tipos e incluyen Classic Space, Pirates, Alien Conquest, Castle, Occidental, Ninjago, Hidden Side, Jurassic World, Vidiyo y Monkie Kid. También están disponibles temas de "eventos", como el tema "Brick or Treat" con temática de Halloween y el tema "Jingle Brawls" con temática navideña. Un nuevo modo llamado "Base Race".

## Desarrollo y lanzamiento
Lego Brawls fue desarrollado por Red Games.
El vicepresidente de Lego Games Sean William McEvoy dijo que el juego fue desarrollado para que lo disfruten las familias: "Habiendo crecido jugando con Lego, nos inspiramos para hacer de Lego Brawls algo que las familias pudieran jugar juntas. Apple Arcade es el lugar perfecto para esta experiencia compartida. Ya sea jugando en iPhones en ubicaciones separadas o sentados uno al lado del otro frente a un Apple TV, los jugadores de todas las edades pueden disfrutar de la diversión de "Lego Brawls" en cualquier lugar y a cualquier hora".
Se anunció que Lego Brawls sería un juego exclusivo de Apple Arcade durante el evento de Apple del 26 de marzo. El tráiler se lanzó ese mismo día. El 25 de octubre de 2019, se lanzó Lego Brawls en macOS. Lego Brawls se lanzó para Microsoft Windows, Nintendo Switch, PlayStation 4, PlayStation 5, Xbox One y Xbox Series X/S el 2 de septiembre de 2022.

## Recepción
Lego Brawls recibió críticas "generalmente desfavorables" para PlayStation 5 según agregador de reseñas Metacritic; la versión de Xbox Series X/S recibió críticas "mixtas o promedio" " reseñas. Metacritic incluyó a Lego Brawls como el quinto peor juego de 2022. Lego Brawls ha generado comparaciones con Super Smash Bros. Multiplayer.it dijo sobre la versión de iOS, "es divertido... pero sólo si usas un controlador". Push Square fue más crítico en sus críticas en su reseña, afirmando: "El juego es un trabajo interminable, un sistema complicado para desbloquear piezas". También criticaron la jugabilidad, la IA y el sonido. De manera similar, Nintendo Life lo calificó de superficial y repetitivo, al tiempo que mencionó la mala cámara y " Rendimiento tartamudo en Switch".
Chris Morris de Common Sense Media le dio al juego una calificación de cuatro de cinco estrellas y comentó: "Sin embargo, los controles son un poco difíciles de entender al principio. Deslizar una pantalla y luchar puede ser una combinación desafiante, lo que puede Te dan ganas de usar un controlador de juego. Al menos hay un nivel en solitario, que te permite practicar esas habilidades, lo que te dará una mejor oportunidad en un juego real. Es una preocupación notable, pero disminuye a medida que inicias sesión más. tiempo rompiendo Legos rivales. Lego Brawls es uno de esos títulos divertidos que los niños y los padres pueden reunir alrededor de una tableta o teléfono y pasar un buen rato peleando y riendo".